# Кукша Одески
Преподобни Кукша Одески (рођ. Козма Кирилович Величко) је руски православни светитељ из 20. века.

## Биографија
Рођен је 25. јануара 1875. у селу Арбузинка, између Кијева и Крима.
1896. године одлази на Свету гору и постаје искушеник руског манастира Ивирон. Шест месеци служио је у Храму Гроба Господњег у Јерусалиму. По повратку на Свету Гору, Козми је додељено послушање гостопримца, које је обављао пуних 11 година.
5. априла 1904. године се замонашио и узео име Ксенофонт.
1913. се сели ж у Кијево-Печерску лавру. Током Првог светског рата, заједно са осталим монасима, десет месеци помагао је на санитарном возу, који је саобраћао на релацији Кијев-Лавов.
8. априла 1931. примио је велику схиму, и тада узео име Кукша.
3. априла 1934. рукоположен је у јерођакона, а 3. маја исте године у јеромонаха. Након затварања Кијево-Печерске лавре служио је у цркви Васкрсења Христовог, у предграђу Кијева. 1938. године осуђен је од совјетске власти на пет година затвора, у граду Вилма, у молотовљевој области на Уралу. Након одлежане пресуде, поново је осуђен на три године изгнанства.
1947. године се вратио у Кијево-Печерску лавру. Након премештања у многе манастире, и сталног прогона од стране совјетске власти, 19. јула 1960. преведен је у манастир где је провео последње четири године свог живота.
Умро је 24. децембра 1964. а сахрањен је на гробљу Свето-Успењског манастира у Одеси.
Након пада комунистичког режима, одлуком Светог Синода Украјинске православне цркве, проглашен за светитеља 1995. године..